# Hollywood (The Cranberries)
 Hollywood è un singolo del gruppo musicale irlandese The Cranberries, pubblicato nel 1997 come quarto estratto dal terzo album in studio To the Faithful Departed.

## Descrizione
Scritto da Dolores O'Riordan, il brano è il quarto e ultimo singolo estratto dal terzo album del gruppo, To the Faithful Departed. Il progetto di registrare un videoclip fu abbandonato dopo che la band cancellò il resto del Free to Decide World Tour e altre attività promozionali a causa dei problemi di salute di O'Riordan. Anche la commercializzazione di un CD singolo in tutto il mondo fu scartata, fatta eccezione per la Francia.

## Tracce
CD single (Francia)
1. Hollywood
2. Forever Yellow Skies (Live in Toronto, 29 August 1996)

CD maxi single (Francia)
1. Hollywood – 5:06
2. Forever Yellow Skies (Live in Toronto, 29 August 1996) – 3:28
3. Dreams (Live in Toronto, 29 August 1996) – 4:20
4. Waltzing Back (Live in Toronto, 29 August 1996) – 4:59

## Cover
Nel 2020 la canzone è stata coverizzata dal gruppo doom metal Thou e dalla cantante indie rock Emma Ruth Rundle per il loro EP collaborativo The Helm of Sorrow.